# Serra do Navio
Serra do Navio es un municipio de Brasil, situado en el centro del estado de Amapá.
Su población en el 2017 era de 5.111 habitantes
y su extensión de 7 757 km², siendo su densidad de población de 0,48 hab/km².
Limita con los municipios de Oiapoque al norte, Calçoene y Ferreira Gomes al este, Porto Grande al sudeste y Pedra Branca do Amapari al oeste.
Fue creado en 1993. Antiguamente era una de las mayores zona de producción de manganeso de Brasil.